# Rheinberg
Rheinberg település Németországban, azon belül Észak-Rajna-Vesztfália tartományban. Lakosainak száma 31 096 fő (2023. december 31.).

## Népesség
A település népességének változása:
| Lakosok száma | 25 633 | 31 195 | 31 097 | 30 863 | 31 150 | 31 096 |
|               | 1975   | 2017   | 2019   | 2021   | 2022   | 2023   |